# 三菱マテリアル
三菱マテリアル株式会社（みつびしマテリアル、英名: Mitsubishi Materials Corporation）は、東京都千代田区丸の内に本社を置く、三菱グループの大手非鉄金属メーカーである。伸銅品で日本国内シェアトップ。日経平均株価および読売株価指数の構成銘柄の一つ。三菱金曜会 および三菱広報委員会 の会員企業である。
銅製錬・金属加工（自動車部品の製造等）・地熱発電などの事業を行っている。1990年  に三菱金属と三菱鉱業セメントが合併して三菱マテリアル株式会社として発足した。三菱系企業としてのルーツは1871年（明治4年）の九十九商会の炭鉱事業進出にさかのぼる。
1998年に宇部興産とセメント事業で提携して宇部三菱セメント（2022年現在のUBE三菱セメント）、2002年にシリコンウエハー事業を住友金属工業と事業統合して三菱住友シリコン（2016年現在のSUMCO）、2004年に銅管事業で神戸製鋼所と事業統合してコベルコマテリアル銅管を設立、2005年にアルミ缶事業について北海製罐と事業統合してユニバーサル製缶を設立するなど、他社との事業提携・統合が増えてきている。
他にも関連会社を通して、セメント製造、シリコンウエハー製造、電子デバイス製造、金地金販売、環境リサイクル事業、原子燃料製造などの販売も行っている。

## 社内カンパニー
金属事業カンパニー
銅地金の生産、供給量はパンパシフィック・カッパー、住友金属鉱山に次いで国内3位。16年以前は銅事業カンパニーと呼称されていた。
加工事業カンパニー
超硬工具メーカーとしては国内首位。
高機能製品カンパニー
銅加工事業では連結子会社に、三菱電線工業株式会社、ルバタSPグループ(本拠地：フィンランド) 等を擁する。

## 事業所所在地

### コーポレート
本社
東京都千代田区丸の内3-2-3 丸の内二重橋ビル
- 神田オフィス（金属事業カンパニー 貴金属部） - 東京都千代田区内神田2-16-11 内神田渋谷ビル9階
- 両国オフィス（加工事業カンパニー／電子材料事業カンパニー等） - 東京都墨田区横網1-6-1 国際ファッションセンタービル7・8階

さいたま総合事務所
埼玉県さいたま市大宮区北袋町1-600
生産技術センター
埼玉県さいたま市大宮区北袋町1-600
イノベーションセンター
茨城県那珂市向山1002-14
- 大宮支所 - 埼玉県さいたま市大宮区北袋町1-600
- 小名浜支所 - 福島県いわき市小名浜字吹松15-2
- 北本支所 - 埼玉県北本市下石戸7-147

### 支社・支店
札幌支店
北海道札幌市中央区北5条西6丁目2-2 札幌センタービル15階
東北支店
宮城県仙台市青葉区一番町4-1-25 東二番丁スクエア12階
名古屋支店
愛知県名古屋市中区錦2-4-3 錦パークビル14階
大阪支社
大阪府大阪市北区天満橋1-8-30 OAPタワー28階
九州支店
福岡県福岡市中央区舞鶴1-1-3 リクルート天神ビル6階

### 高機能製品カンパニー
堺工場
大阪府堺市西区築港新町3-1-9
若松製作所
福島県会津若松市扇町128-7
三宝製作所
大阪府堺市堺区三宝町8-374
三田工場
兵庫県三田市テクノパーク12-6
- 静岡DBAセンター - 静岡県駿東郡小山町菅沼1400

セラミックス工場
埼玉県秩父郡横瀬町大字横瀬2270
- 電子デバイス開発センター - 埼玉県秩父郡横瀬町大字横瀬2270

### 加工事業カンパニー
筑波製作所
茨城県常総市古間木1511
岐阜製作所
岐阜県安八郡神戸町横井1528-1
明石製作所
兵庫県明石市魚住町金ヶ崎西大池179-1

### 金属事業カンパニー
秋田製錬所
秋田県秋田市茨島3-1-18
直島製錬所
香川県香川郡直島町4049-1
生野事業所
兵庫県朝来市生野町口銀谷985-1

### 環境・エネルギー事業カンパニー
地熱・電力部
- 東北電力所 - 秋田県鹿角市八幡平字赤渕181-1

エネルギー事業センター
- 六ヶ所事務所 - 青森県上北郡六ヶ所村大字尾駮字弥栄平1-5
- 那珂エネルギー開発研究所 - 茨城県那珂市向山1002-14

## 沿革

### 三菱鉱業→三菱鉱業セメント
三菱合資会社の炭鉱部、鉱山部、研究所が独立し1918年（大正7年）4月に設立された。本業の高島炭鉱・大夕張炭鉱などの炭鉱経営、生野銀山などの金属鉱業の他に採掘した石炭を輸送するために地方鉄道事業も行っていた。雄別炭礦鉄道は傍系会社であった。
- 1871年（明治4年）5月 - 九十九商会（三菱商会の前身）が紀州新宮藩の炭鉱を租借し、鉱業事業を開始。
- 1873年（明治6年）12月 - 三菱商会が吉岡鉱山を買収、金属鉱山の経営を開始。
- 1893年（明治26年）12月 - 三菱合資会社設立。
- 1896年（明治29年） - 金属精錬事業に進出。1891年に大阪に設立された宮内庁御料局生野支庁付属大阪精錬所の払下げを受けた。
- 1917年（大正6年）10月 - 直島製錬所操業開始。
- 1918年（大正7年）4月10日 - 三菱鉱業株式会社設立、三菱合資会社より鉱業事業を継承。
- 1937年（昭和12年）7月12日 - 勝田鉱業所開設。
- 1939年（昭和14年）4月20日 - 大夕張鉄道線開通により、地方鉄道事業開始。
- 1945年（昭和20年）4月 - 非鉄金属工業所（現・桶川製作所）操業開始。
- 1949年（昭和24年）5月 - 東京証券取引所に上場。
- 1950年（昭和25年）
  - 4月 - 金属部門を分離、太平鉱業株式会社を設立。
  - 4月25日 - 美唄鉄道を合併、美唄鉄道事務所を設置。
- 1963年（昭和38年）6月26日 - 勝田鉱業所閉山。
- 1969年（昭和44年）10月1日 - 三菱大夕張炭礦株式会社・三菱高島炭礦株式会社を設立、両者に日本国内の炭鉱を、前者に大夕張鉄道線を譲渡。
- 1972年（昭和47年）6月1日 - 美唄鉄道線廃止、地方鉄道事業から撤退。
- 1973年（昭和48年）4月 - 三菱セメントおよび豊国セメントを合併し、三菱鉱業セメント株式会社に商号変更。
- 1981年（昭和56年）4月1日 - 美唄鉄道事務所を分離し美鉄バスを設立。

#### 三菱セメント
- 1954年（昭和29年）2月 - 三菱セメント株式会社発足。
- 1955年（昭和30年）4月 - 黒崎工場（現・九州工場黒崎地区）操業開始。
- 1963年（昭和38年）5月 - 東谷工場（現・東谷鉱山）操業開始。
- 1969年（昭和44年）6月 - 横瀬工場操業開始。

#### 豊国セメント
- 1918年（大正7年）12月 - 豊国セメント株式会社発足。
- 1920年（大正9年）5月 - 福岡県京都郡苅田町にて門司工場（現・九州工場）操業開始。
- 1922年（大正11年）6月 - 名古屋セメント、佐賀セメントを合併。
- 1924年（大正13年）8月 - 佐賀工場を閉鎖。
- 1941年（昭和16年）11月 - 敦賀セメント、七尾セメントとともに磐城セメントに合併。名古屋工場を閉鎖、門司工場を苅田工場に名称変更。
- 1948年（昭和23年）3月 - 磐城セメントより独立し豊国セメント株式会社再発足、豊国セメント苅田工場となる。
- 1959年（昭和34年）3月 - 三菱セメントが経営参加。

### 三菱金属
- 1950年（昭和25年）
  - 4月 - 太平鉱業株式会社設立、三菱鉱業の金属部門を継承。（ゆえに株式市場関係者から「タイヘイヤマ」との符丁で呼ばれることもある）
  - 9月 - 東京証券取引所に上場。
- 1952年（昭和27年）12月 - 三菱金属鉱業株式会社に商号変更。
- 1973年（昭和48年）
  - 4月 - 岐阜工場（現・岐阜製作所）操業開始。
  - 12月 - 三菱金属株式会社に商号変更。
- 1976年（昭和51年）7月 - 金属鉱山部門を子会社に譲渡。

### 三菱マテリアル発足後
- 1990年（平成2年）12月 - 三菱金属が三菱鉱業セメントを合併し、三菱マテリアル株式会社に商号変更。
- 1991年（平成3年）
  - 3月 - 筑波製作所操業開始。
  - 4月 - いわき製作所操業開始。
  - 10月 - 東北開発株式会社（かつて特殊会社であった）を吸収合併、岩手工場（1958年6月操業開始）および青森工場（1979年6月操業開始）を継承。
- 1994年（平成6年）6月 - 苅田工場を九州工場に改称。
- 1998年（平成10年）7月 - 宇部三菱セメント株式会社を設立。同年10月にセメント販売・物流部門を譲渡。
- 1999年（平成11年）6月 - 東谷工場が九州工場に統合され、九州工場東谷地区となる。
- 2000年（平成12年）
  - 1月 - 神戸製鋼所の工具事業部門の子会社である神鋼コベルコツール株式会社（現・三菱マテリアル神戸ツールズ）を買収。
  - 11月 - 黒崎工場が九州工場に統合され、九州工場黒崎地区となる。
- 2002年（平成14年）
  - 2月 - 住友金属工業とシリコンウエハー事業を統合し、三菱住友シリコン（現・SUMCO）を設立。
  - 12月 - 九州工場東谷地区におけるセメント製造を停止。
- 2004年（平成16年）4月 - 神戸製鋼所との銅管事業統合会社、株式会社コベルコマテリアル銅管を設立。
- 2005年（平成17年）
  - 10月 - 北海製罐と飲料用アルミ缶事業を統合し、ユニバーサル製缶株式会社を設立。
  - 12月 - プランゼー・ホールディングとの共同出資により、三菱マテリアルPMG株式会社（現・ダイヤメット）を設立。
- 2007年（平成19年）
  - 4月 - 三菱マテリアルポリシリコンを吸収合併。
  - 10月 - 三菱マテリアル神戸ツールズを吸収合併。
- 2009年（平成21年）12月 - プランゼー・ホールディングとの合弁解消により、三菱マテリアルPMGを株式会社ダイヤメットに社名変更。
- 2010年（平成22年）7月 - 桶川製作所事業を分社化し、MMCスーパーアロイ株式会社を設立。
- 2014年（平成26年）7月 - MMCスーパーアロイ株式会社を日立金属（現・プロテリアル）との合弁に移行し（日立金属51%）、商号を日立金属MMCスーパーアロイ株式会社に変更[15][16]。
- 2015年（平成27年）4月 - 日立金属の完全子会社であった日立ツール株式会社の株式を51%取得し連結子会社化。商号を三菱日立ツール株式会社に変更。
- 2017年（平成29年）
  - 10月 - 日立金属MMCスーパーアロイ株式会社の保有全株式を日立金属へ譲渡。
  - 11月 - 子会社にて長年にわたる製品不正が行われていたことを公表（三菱電線工業・三菱伸銅・三菱アルミニウムの3社）。うち三菱電線工業は12月にも新たな不正が発覚[17]。
- 2018年（平成30年）2月
  - 前年末の公表に関連する報道で、三菱電線工業が国際標準化機構（ISO）から品質管理に関連する国際規格認証を取り消されたと追加公表[18]。
  - 前年の品質不正の社内調査に関し、三菱アルミニウムを対象外としていたこと、同社で改ざんが継続していたことが発覚[19]。
  - 子会社の品質不正について、新たに三菱アルミニウム、立花金属工業、ダイヤメットの3社でも発覚[20]。
- 2020年（令和2年）
  - 4月1日 - 三菱伸銅を吸収合併。三菱日立ツールを完全子会社化し、株式会社MOLDINOに商号変更。
  - 12月4日 - ダイヤメットの全株式をエンデバー・ユナイテッド2号投資事業有限責任組合へ譲渡[21]。
- 2021年（令和3年）7月 - 保有するダイヤコンサルタントの全株式を、大日本コンサルタントへ譲渡。
- 2022年（令和4年）4月 - UBEと折半で出資してUBE三菱セメントを設立し、セメント事業およびその関連事業等を統合。
- 2023年（令和5年）4月 - 多結晶シリコンを製造する四日市工場（三重県四日市市）や、米国の製造子会社の株式などを含む全事業を新設した高純度シリコン株式会社に承継させ、その全株式をSUMCOに譲渡する。

## 社長
| 代数  | 氏名     | 在任期間    | 出身校               | 出身母体         |
| ----- | -------- | ----------- | -------------------- | ---------------- |
| 初代  | 藤村正哉 | 1990 - 1994 | 東京帝国大学法学部   | 三菱鉱業         |
| 第2代 | 秋元勇巳 | 1994 - 2000 | 東京文理科大学理学部 | 三菱金属         |
| 第3代 | 西川章   | 2000 - 2005 | 京都大学工学部       | 三菱金属         |
| 第4代 | 井手明彦 | 2005 - 2010 | 早稲田大学商学部     | 三菱金属         |
| 第5代 | 矢尾宏   | 2010 - 2015 | 一橋大学社会学部     | 三菱金属         |
| 第6代 | 竹内章   | 2015 - 2018 | 京都大学経済学部     | 三菱金属         |
| 第7代 | 小野直樹 | 2019 - 現職 | 京都大学工学部       | 三菱鉱業セメント |

## グループ企業
セメント事業
- UBE三菱セメント株式会社

建材・建築・エンジニアリング事業
- 西部建設株式会社
- 浅間山開発株式会社
- 日本防蝕工業株式会社
- 株式会社不二トッコン
- 三菱マテリアルテクノ株式会社

銅事業
- マテリアルエコリファイン株式会社
- 小名浜製錬株式会社
- マテリアル・エコ・リサイクル株式会社
- 津田電線株式会社
- 直島吉野石膏株式会社
- 細倉金属鉱業株式会社
- 三菱電線工業株式会社

金属加工具・機械部品・機械装置・高性能合金材事業
- MMCツーリング株式会社
- 日本新金属株式会社
- 菱三工業株式会社（筆頭株主は三菱電機[22]）
- MMCリョウテック株式会社
- 株式会社MOLDINO

アルミ事業
- 株式会社エムエーパッケージング
- 新菱アルミテクノ株式会社
- 三菱アルミニウム株式会社
- ユニバーサル製缶株式会社

電子材料・電子部品事業
- 三菱マテリアル電子化成株式会社
- 株式会社SUMCO
- 株式会社SUMCO　JSQ事業部

環境・エネルギー事業・コンサルティング事業
- 秋田発電株式会社
- アックス・グリーン・サービス株式会社
- 苅田エコプラント株式会社（苅田町・三菱マテリアル・電源開発・福岡銀行の共同出資による第三セクター[23]）
- 三菱マテリアルテクノ株式会社
- 八幡平地熱株式会社
- 北海道エコリサイクルシステムズ株式会社
- 東日本リサイクルシステムズ株式会社
- 関西リサイクルシステムズ株式会社
- マテリアル石油株式会社

観光・スポーツ事業
- 株式会社ゴールデン佐渡
- 株式会社シルバー生野
- 土肥マリン観光株式会社
- 西日本開発株式会社
- 菱空リゾート開発株式会社

流通・金融・不動産・その他事業
- 株式会社エヌ・エフ・ティ・エス
- 北菱産業埠頭株式会社
- 株式会社東総
- ダイヤソルト株式会社
- 日本アンホ火薬製造株式会社（主要株主はDOWAホールディングス、JX金属、三菱マテリアル、カヤク・ジャパン株式会社の4社からなる)

- 株式会社マテリアル九州
- 株式会社マテリアルビジネスサポート
- 株式会社マテリアルファイナンス
- 三菱マテリアル不動産株式会社
- 三菱マテリアルトレーディング
- 菱光サービス株式会社
- 株式会社エム・エム・ケイ

他に、北海道放送（HBC）との合弁で、札幌市内の手稲山一帯でスキー場やレジャー施設を運営していた株式会社テイネオリンピアもあったが、2002年11月にHBC保有の資本も含め、加森観光に売却された。
また三菱マテリアル建材株式会社は、2015年10月に主要事業を会社分割し、アイカテック建材株式会社へ承継している。2018年2月に太平物産が清算。

## 代理店
上場企業の代理店としてはカナデン、杉本商事等がある。

## 社会貢献
埼玉県の総合研究所・おおさかアメニティパーク・秋田精錬所・埼玉県桶川製作所などの土壌汚染問題や、秋田県における酸化チタン廃棄物などの環境汚染問題解決に向けて取り組んでおり内容がホームページで公開されている。
かつて経営していた鉱山・炭鉱周辺を中心に、14,513 ha の森林を所有する。これは生産される木材を坑道建設の資材や搬出路の枕木に用いるために確保されてきたものである。2016年（平成28年）現在もマテリアルの森として森林経営（林業）が行われている。
2008年4月15日に早稲田大学理工学術院と「産学連携に係る包括協定」を締結した。

## 不祥事・諸問題

### 大宮原子炉
埼玉県さいたま市大宮区の原子炉跡地で起きた土壌汚染及び総合研究所内に国内最多量の放射性廃棄物が保管されている問題。

### 子会社による補助金不正受給
三菱マテリアルの完全子会社である細倉鉱業は、同社から近くの川に流す排水中の鉛濃度が鉱山保安法の基準値を超え、「休廃止鉱山鉱害防止工事費補助事業」の目的を達成できないことを知りながら、補助金受給を計画。国と県に提出した報告書の水質データを改竄して「目標を達成した」などと偽り、2000年から2001年にかけて補助金計1億1142万円を騙し取っていた。これにより同社の元社長らが逮捕され、元社長には懲役2年（執行猶予3年）、同社には罰金100万円等の判決が下された。

### 土壌汚染隠蔽再開発事件
旧三菱金属大阪精錬所跡地の再開発事業大阪アメニティパーク（OAP）の分譲マンション販売に際して、土壌汚染の事実を顧客に告げずに販売していた問題が発覚。2005年に大阪府警察本部による強制捜査が行われ、宅地建物取引業法違反（重要事実の不告知）の容疑で、共同事業者の三菱地所、大林組などと共に書類送検された。同年、大阪地方検察庁は、三菱地所の高木茂社長、三菱マテリアルの西川章会長等、当時の両社幹部計10人と、法人としての両社を起訴猶予処分とした。なお、起訴猶予処分とされた両者首脳は検察による刑事処分が下される前に引責辞任を発表している。

### 秋田精錬所における地下水汚染
2006年7月、秋田製錬所（秋田県秋田市茨島3）において2006年春に地下水から環境基準の3倍を超えるカドミウムを検出し地下水汚染を発生させていながら公表せず、公害防止協定違反・水質汚濁防止法違反を起こした。

### 四日市工場における高圧ガスの無許可使用
2010年5月、三重県防災危機監理部が三菱マテリアル四日市工場（三重県四日市市三田町5）に立入検査を行ったところ、高圧ガス保安法第5条第1項に基づく許可を受けずに高圧ガス製造行為が継続されていることが判明。三重県は、同社四日市工場に対して高圧ガスの製造を停止するよう行政指導を行った。

### 四日市工場における爆発事故
2014年1月9日、水素精製設備内の熱交換機の洗浄作業中に爆発事故が発生、5人が死亡、13人が重軽傷を負った。三重県警察は業務上過失致死傷の容疑で捜査を行っている。また、厚生労働省三重労働局と四日市労働基準監督署も現場の立ち入り調査を行った。猿渡暢也工場長は会見で「エネルギー源は水素ではないか」との見解を示しており、設備内部に残った液化ガストリクロロシランから分解して発生する水素が、爆発につながったのではないかと発表した。同工場では2012年2月にも、水素爆発によるものとみられる事故が発生している。
2014年1月17日に田村昌三・赤塚広隆・鈴木泰之・持田邦夫・飯田修・斎木渉からなる事故調査委員会が設置され、6月12日に委員会の最終報告書が発表された。

### 華人労務者
旧・三菱鉱業が日中戦争時に中国人を強制連行し過酷な労働を強いたとして、元華人労務者やその家族に対して痛切なる反省の意を表するとする謝罪文を発表し、損害賠償（1人あたり10万元）を行い、記念碑の建立に協力すると発表した。この行為は今後、他の日本の企業に波及する恐れがあるとされている。

### 品質データ偽装
2018年9月12日、東京地検特捜部が不正競争防止法違反で三菱マテリアル子会社の、三菱電線工業、ダイヤメット、三菱アルミニウムの計3社を法人として起訴した。